# Matozinhos
Matozinhos là một đô thị thuộc bang Minas Gerais, Brasil. Đô thị này có diện tích 252,908 km², dân số năm 2007 là 33317 người, mật độ 131,7 người/km².